# Драматург
Драмату́рг — письменник(-ця), що створює драматичні твори (драми, трагедії, комедії, трагікомедії, водевілі, містерії, інтермедії, драматичні поеми тощо), призначені для вистав на театральному кону, або для читання. Автор/ка п'єс.
Деякі драматурги (Вільям Шекспір, Мольєр, Іван Котляревський, корифеї українського театру) не тільки писали п'єси, а й самі реалізовували їх на сцені.